# Сапєлкін Валентин Іванович
Сапєлкін Валентин Іванович (нар. 7 липня 1926) — український радянський композитор. Заслужений артист УРСР (1976).

## Біографія
Народився 7 липня 1926 року в селі Весела Лопань Мікоянівського району Курської області (нині Бєлгородський район Бєлгородської області).
Учасник німецько-радянської війни, нагороджений бойовими медалями.
1958 року закінчив історико-теоретичний факультет Харківської консерваторії у В. А. Барабашова, з того ж року викладає в Дніпропетровському музичному училищі. Брав участь у створенні Дніпропетровської обласної організації Спілки композиторів УРСР, з 1977 року — її голова. Член Правління Спілки композиторів УРСР (1978—1982).

## Творчий доробок
У творчості В. І. Сапєлкіна переважають громадянська та військово-радянська тематика; для його музики характерна опера на народно-пісенні мотиви.
Автор вокально-симфонічних творів (в тому числі кантати «Дума про Леніна» на сл. М. В. Ісаковського, 1970; 2-я ред. 1979), симфонії (1967), «Подвійний фуги» (1967), «Святкової увертюри» (1968 , 2-а ред. 1979) і «Хореографічної сюїти» (1980) для оркестру, концерти для домри з оркестром (1977, 2-я ред. 1980), «Елегії» для ансамблю скрипалів (1974), фп. п'єс, хорових, пісень (в тому числі циклу «Про моряків і море»), музики до спектаклів драм. театру і телепостановки.